# Ponderosa (Kalifornija)
Ponderosa je naseljeno područje za statističke svrhe u američkoj saveznoj državi Kalifornija. Prema popisu stanovništva iz 2010. u njemu je živjelo 16 stanovnika.